# Another Gay Movie
Another Gay Movie (Original: Another Gay Movie) ist ein US-amerikanischer Spielfilm von Regisseur Todd Stephens aus dem Jahr 2006. Der Film ist eine schwule Version der typischen amerikanischen College-Komödie American Pie – Wie ein heißer Apfelkuchen. Zahlreiche Szenen wurden daraus eins-zu-eins übernommen und mit homosexuellen Figuren versehen. Der Film enthält ebenso Parallelen zum englischen Film Edge of Seventeen (1998).

## Handlung
Nico, Jarod, Andy und Griff sind schwul und haben ihren Abschluss an der San Torum High School gemacht. Sie beschließen, noch vor Ende des Sommers ihre Jungfräulichkeit zu verlieren. Alle nehmen verschiedene Wege, die alle sehr peinlich und komisch enden. Nico versucht sein Glück in einem Onlinedate mit Ryder, das mit Dawn Mufflers Großvater endet. Andy versucht es mit seinem Mathelehrer Mr. Puckov, was schiefläuft, wonach er mit Angel, einem männlichen Stripper, und Beau, einem Baseballspieler, einen flotten Dreier hat. Jarod landet bei Griff; es läuft erfolgreich, doch dann stellt Griff fest, dass er in Jarod verliebt ist. Es geht viel schief.

## Parallelen zu „American Pie“
- Die Hauptdarsteller Andy/Jim werden von ihren Eltern beim Masturbieren erwischt.
- Die Party die von den „Macho“-Charakteren der Story (Muffler/Stifler) veranstaltet wird.
- Andy, Nico und Griff fragen Jarod wie weit er gekommen ist und wie es denn sei.

American Pie (Ungefähr): „Hey Nova, wie fühlt sich Phase zwei eigentlich an? – Wie ein warmer Apfelkuchen“
Another Gay Movie: „Also, Jarod, hast du es - wie erklär’ – schon mal, bis zur ‚first base‘ geschafft? – Ja, Na klar doch. – Und wie hat sich das angefühlt? – Wie eine warme Quiche Lorraine.“

## Parallelen zu „Edge of Seventeen“
Der erste eindeutige Hinweis ist, dass Nico ein Poster zum Film „Edge of Seventeen“ im DVD-Geschäft aufhängt, in dem Nicos Mutter arbeitet.
Nico spielt hier den bunten Vogel von Anfang an – in Edge of Seventeen wird der Hauptdarsteller während seines Comingout-Prozesses immer mehr zum schrill frisierten, geschminkten und gekleideten schwulen Mann.
Überhaupt ist auch Nicos Mutter ähnlich frisiert und gekleidet (grünes Arbeitskostüm mit Namensschild) und als sie dann noch wie in Edge of Seventeen zuhause Klavier mit unglücklicher Miene spielt und Nico sich ihr gegenüber outen möchte, ist die Reminiszenz zu Edge of Seventeen perfekt – mit dem Unterschied, dass Nicos Mutter nach dem Outing in Edge of Seventeen zu weinen und in Another Gay Movie zu lachen beginnt.

## Sonstiges
In dem Film spielen mehrere offen schwule Prominente mit, darunter Richard Hatch, Darryl Stephens, Graham Norton und Scott Thompson.

## Kritiken
„Die übliche Teenie-Sex-Komödie, allerdings mit ausschließlich homosexueller Ausrichtung, reiht in einer schrill-deftigen Inszenierung infantile Witze und eindeutige Scherze aneinander.“

## Fortsetzung
Im Juni 2008 kam die Fortsetzung, Another Gay Sequel: Gays Gone Wild! in die amerikanischen Kinos. Von den Darstellern des ersten Teils konnten wieder Jonah Blechman, Ashlie Atkinson und Scott Thompson gewonnen werden. Im Abspann wird Nancy Sinatra besonders gedankt.

## Synchronisation
Die deutsche Synchronisation des Films entstand bei der Cinephon nach einem Dialogbuch und unter der Dialogregie von Boris Tessmann.
| Rolle           | Schauspieler      | Synchronsprecher      |
| --------------- | ----------------- | --------------------- |
| Andy Wilson     | Michael Carbonaro | Robin Kahnmeyer       |
| Nico            | Jonah Blechman    | Julien Haggége        |
| Jarod           | Jonathan Chase    | Alexander Doering     |
| Griff           | Mitch Morris      | Ozan Ünal             |
| Mr. Wilson      | Scott Thompson    | Michael Nowka         |
| Mr. Puckov      | Graham Norton     | Lutz Mackensy         |
| Muffler         | Ashlie Atkinson   | Vera Teltz            |
| Angel           | Darryl Stephens   | Dennis Schmidt-Foß    |
| Beau            | James Getzlaff    | Jaron Löwenberg       |
| Buffy           | Alyshia Ochse     | Anja Rybiczka         |
| Daisy           | Joanna Leeds      | Sarah Riedel          |
| Grandpa Muffler | George Marcy      | Hans-Werner Bussinger |
| Mrs. Wilson     | John Epperson     | Oliver Feld           |
| Tikki           | Angela Oh         | Heike Beeck           |
| Tyler           | Andersen Gabrych  | Sebastian Schulz      |